# Lambert van Haven
Lambert van Haven, född 16 april 1630 i Bergen, död 9 maj 1695, var en dansk målare och arkitekt, som var en av de första att införa barockstilen i dansk arkitektur. Han skickades 1653 som kunglig byggmästare till utlandet på kungens bekostnad. 1671 utnämndes han till generalbyggmästare och inspektör vid kungens konstsamlingar. Han har byggt Nørreport (1671), Vor Frelsers kirke i Köpenhamn (1682-1696), Audienshusets inre på Frederiksborgs slott och en bostad vid Rosenborgs slott.